# Tossal Roi
El Tossal Roi és una muntanya de 1.128 metres que es troba al municipi del Pont de Suert, a la comarca catalana de l'Alta Ribagorça.